# Pseudacteon browni
Pseudacteon browni är en tvåvingeart som beskrevs av Ronald Henry Lambert Disney 1991. Pseudacteon browni ingår i släktet Pseudacteon och familjen puckelflugor.
Artens utbredningsområde är Costa Rica. Inga underarter finns listade i Catalogue of Life.